# Gymnostreptus vagans
Gymnostreptus vagans är en mångfotingart som beskrevs av Chamberlin 1922. Gymnostreptus vagans ingår i släktet Gymnostreptus och familjen Spirostreptidae. Inga underarter finns listade i Catalogue of Life.